# Renate Kohn
Renate Kohn (Bad Schwalbach, 1947) è un'attrice tedesca.

## Biografia
Renate Kohn ha recitato in diverse produzioni teatrali e cinematografiche. Dal 1971 recita in serie televisive come Unser Dorf, Hessische Geschichten, Klassentreffen, Der Landarzt, Küstenwache, Polizeiruf 110, Die Kommissarin, Tatort.
È nota per l'interpretazione dal 1984 al 2008 (episodi 24–257) come segretaria dell'avvocato Renz e successivi, Helga Sommer nella serie Un caso per due.